# Illargui
Illargui – baskijska bogini księżyca. Jej imię oznaczało "światło zmarłych", stąd na nagrobkach umieszczano wizerunek księżycowego sierpa.
Była siostrą Ekhi (słońce) i córką Lur (ziemia).